# Димитрије Еустатијевић
Димитрије Еустатијевић (Брашов?, 1730 – 27. мај 1795, Брашов) православни теолог и педагог у Румунији.
Родио се Димитрије по једном извору, у месту Грид близу града Брашова, у округу Фагараш, у Трансилванији 1730. године. По другом извору, рођен је Брашову, од оца протoпопа Еустатија Гридовића, пароха брашовске цркве Св. Николе, у старом словенском делу Брашова - Шеји. Назив места  Шеја асоцира на народ Словене (Србе, Бугаре, Русе). У сваком случају постоји веза те породице са селом Грид.

## Породица
Национални идентитет Еустатијевића још увек није расветљен, па остају контраверзе. Постоје препоставке да је та православна породица српска (пореклом из Старе Србије), цинцарска или влашка; а да је бугарска - о томе нема никаквих факата. Мада је у брашовској Шкеји, некад било много Словена (по којима је и добила име), највише Срба и Бугара, породица о којој је реч је дошла доцније. Румунско гледиште чак указује да је та за њих веома заслужна фамилија "посрбљена" (у Гридовић), а по српском иста је - "повлашена". Било би вредно сазнати где је Димитрије добро научио српски језик, јер је преводио са њега и објављивао на њему.   
Димитрије је понео презиме на основу имена оца Евстатија Гридовића. Постоји претпоставка да је Гридовић у ствари надимак, изведен по месту Гриду; јер се попа најпре среће са презименом Грид.  Међутим 1743-1744. године исти прота брашовски, потписује се као Еустатије Василијевић. To je због чињенице да му је отац био брашовски такође парох (од 1684) и прота (1699-1717) Василије Грид (умро 1717). Још даљим увидом у прошлост, долази се до новог презимена: Васа Грид је у ствари Васа Хобан. Хобан је прво био наставник у старој брашовској школи при цркви Св. Николе, па је постао православни свештеник и прота. Познат је Васа као први румунски хронограф, његов преписивач. Изгледа да је стари Хобан имао везе са местом Гридом, које се налази северно од Брашова. Најстарији познати податак је да су још 1598. године преци Стан и Димитру Хобан дошли из Грида, у Брашов.   
У Шеји Брашовској савременик и сродник Димитријев био је парох храма Св. Николе, Димитрије Грид Поповић (1758-1794). Наводно је учени Димитрије, који је волео да се по српски презива, узео презиме Еустатијевић, да би га од имењака Поповића, разликовали.    
Поп Статије (изведено од Еустатије) је прво био учитељ, па рукоположен за свештеника 1721. године. Постављен је за православног свештеника у Брашову 1735. године, а затим је између 22. маја 1742. и 3. јуна 1767. године био ту и протопоп. У то време тамошњим православцима је претило насилно превођење у унију; као малобројнији остали су окупљени брашовски православци око две преостале православна цркве: Успења Пресвете Богородице и Св. Николе (у Шкеји). Као "протоколар" брашовски бавио се 1736. године у Београду и Карловцима, a 1737. у Бечу. Брашовска делегација је преходно у писму молила митрополита београдског Вићентија Јовановића "да их прими под своју директну јурисдикцију" јер им је претила опасност о насилног превођења у унију. Митрополит Јовановић је у фдругој половини 1735. године послао свог изасланика епископа крушедолског Никанора Мелентијевића, да уреди православни клир у Брашови и околини (Берсеју). Еустатије је у том својству и намери ишао и 1744. године у Русију, у Санкст-Петерсбург заједно са брашовским трговцем Георгом Хиршом, у мисији са захтевима за помоћ православцима у Трансилванији, које је поднео руској царици Елизабети Петровној. Отац Еустатије је 1749. године био посланик на српском црквено-народном сабору у Сремским Карловцима.

## Биографија
Похађао је Димитрије након завршене основне и граматичке школе у Шкеји брашовској, похађао руску академију. Он је од 1744. до 1753. године студирао чувену кијевску православну Духовну академију. Дипломирао је у Кијеву 23. априла 1753. године. Наводно је извесно време провео слушајући на руском и немачком, науке у Москви (1753) и Халеу у Немачкој. Вратио се у Брашов 1755. године, и за две године написао прву граматику румунског језика. Исту је завршио 1. септембра 1757. године, али она остала у рукопису следећа два века. Објављена је тек 1969. године.
Предавао је неколико година (1753-1762) граматику у школи у Шкеји, коју је и сам похађао раније. Био је затим 1762-1785. године секретар митрополије Трансливанијске, када су три српска митрополита, столовала у Рашинарима, у другој половини 18. века. Били су то митрополити Дионизије Новаковић (1761-1767), Софроније Кириловић (1771-1773) и Гедеон Никитић (1784-1788). Тумачио је и преводио митрополитима акта на влашком језику. За њега је 1781. године рекао Немац, Франц Шулцер: Човек најбољег карактера, и велики познавалац већине европских, посебно словенских језика. Штампао је у Римнику на влашком језику, протокол са српским привилегијама добијеним од аустријских владара крајем 17. века. Затим је између 1786-1795. године био директор свих православних вероисповедних школа у Трансилванији. Основао је (и предавао у њему) Први педагошко-теолошки течај у Сибињу (1786-1795).
Бавио се књижевним и педагошким радом и превођењем. Саставио је неколико уџбеника за румунске школе. Био је полиглота, поред српског знао је добро руски, румунски, грчки, немачки језик. Преводио је књиге са руског и српског на румунски језик. Објавио је 1789. године у Сибињу, дело "Мали катихизис", на српском, румунском и немачком језику.
Написао је 1794. године тестамент, а своју имовину је оставио супрузи Софији и деци, Фики и Линцу. Умро је од болести 1796. године у Брашову.